# Bašča
 Ovo je glavno značenje pojma Bašča. Za naselje u općini Rožaje, Crna Gora pogledajte Bašča (Rožaje, Crna Gora).
Bašča je staro hrvatsko pleme koje je u pred-tursko i tursko vrijeme obitavalo uz istoimeni kraći vodeni tok, pritok Une, istočno od Cazina, u bivšoj župi Malom Psetu, te s time i u susjedstvu plemena Banjana. Drugi naseljenici za vrijeme Turaka pretvorili su ime plemena preko Bašta u Baštra. U vrijeme prije Turaka naselje im je imalo župnu crkvu koja je pripadala kninskoj biskupiji. Prema informacijama koje potječu prije početka Drugog svjetskog rata, ostaci ove crkve još su se mogli vidjeti.
Dolaskom Turaka oko 1576. pleme Bašča dijelom prelazi na islam i nastanjuje se po okolnim turskim tvrđavama, dio ih ipak odlazi u sjevernije hrvatske krajeve. Novi doseljenici u to područje srpskog su ili vlaškog porijekla. Za vrijeme Turaka Baštra se još nekoliko puta raseljavala. Kasniji stanovnici porijeklom su od Srba iz Like ili sjeverne Dalmacije.